# História da Suécia
Na História da Suécia a ocupação do país tem início pelo sul durante a Idade da Pedra, quando o gelo resultante da última glaciação recuou. Pensa-se que os primeiros habitantes foram povos caçadores e recolectores que viviam daquilo que o mar (Mar Báltico) lhes fornecia e que teriam chegado a região, seguindo as renas, sua presa típica. Durante a Idade do Bronze, o desenvolvimento populacional fez com que o sul da Suécia fosse densamente povoado, como atestam as ruínas de grandes comunidades comerciais. Alguns Estados estabelecem-se, próximo ao lago Mälaren no século I a.C. e também um com sede na cidade de Uppsala. Estes reinos foram unificados pela primeira vez entre os séculos VI e IX e logo se segue a Era Viquingue na Suécia em que os suecos conquistaram regiões do Báltico e da Rússia até o Mar Negro.

A cristianização do país tem início com a chegada de missionários alemães e ingleses no século XI. Em 1397 os quatro países escandinavos foram reunidos através de linhagens e casamentos na União de Kalmar, mas a disputa entre os nobres de cada país pelo trono os separou no início do século XVI.
O século XVII viu a Suécia tornar-se uma das principais potências europeias, devido ao sucesso da participação na Guerra dos 30 anos, iniciada pelo rei Gustavo Adolfo II. Esta posição iria desmoronar-se no século XVIII, quando a Rússia conquistou os reinos da Europa do norte na Grande Guerra do Norte e, eventualmente, quando em 1809 se assistiu à separação da parte oriental da Suécia, criando-se assim a Finlândia como um grã-ducado Russo.
A história recente sueca tem sido pacífica. A última guerra na qual participou foi a Campanha Contra a Noruega (1814), que estabeleceu uma união dominada pela Suécia. Esta união dissolveu-se pacificamente em 1905, apesar de alguma ameaça de guerra. A Suécia foi um país neutro durante a Primeira e a Segunda Guerra Mundial (com uma pequena excepção, a Guerra do Inverno). Continuou a não se posicionar durante a Guerra Fria e hoje não faz parte de nenhuma aliança militar embora tenha participado nos treinos militares da OTAN. A primeira cerimónia da entrega do Prémio Nobel foi realizada na antiga Real Academia de Música Sueca, em Estocolmo, em 1901. A partir de 1902 os prémios passaram a ser entregues pelo Rei da Suécia.

## Pré-história
Doze mil anos antes de Cristo, o mar Báltico era um mar fechado e de água doce. Os primeiros grupos humanos atravessaram a ligação entre o continente e a península escandinava e estabeleceram-se a sul desta por volta de 9 000 a.C. Entre 5 000 e 3 500 a.C., a agricultura desenvolveu-se quando o clima se tornou mais ameno devido a entrada da água salgada no lago e outras tribos chegaram. Por volta de 1 500 a.C., os povos da Suécia haviam estabelecido relações comerciais com os habitantes do continente que só seriam interrompidas com a chegada dos celtas mil anos depois. Estabeleceram também relações comercias com os romanos entre 400 a.C. e 400 d.C., período em que durou a Idade do Ferro.

## Idade média
Por volta do ano 600 os Suíones (termo de onde deriva a palavra Suécia) dominavam quase toda a Suécia Central.

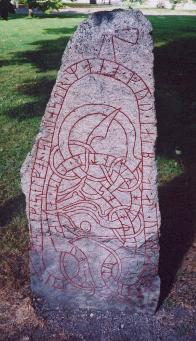
Pedra rúnica em Upsália

Havia já uma monarquia sacerdotal — em que o rei era o sumo sacerdote — e eletiva na Suécia com centro em Upsália ao lado de tribos godas na Gotalândia Oriental e Ocidental. Por volta de 800, os escandinavos estabeleceram-se em vilas e criaram sociedades baseadas em pequenos reinos, conhecidos a partir das lendas. Em algum momento entre os séculos VI e IX os suecos subjugam os godos, tornam-se mais individualizados e começam a formar expedições direcionadas a outras regiões, o que lhes rende alguma riqueza. Os homens e também mulheres que participavam destas expedições eram conhecidos como viquingues. As fronteiras nacionais não foram expandidas nesse período por que era mais fácil locomover-se pelo mar do que pelas florestas do interior e por isso algumas regiões mais ao norte e ao sul permaneceram inexploradas ou sob domínio de outros reinos até o século XVII. Também é por volta de 800 que as primeiras influências de povos estrangeiros se fazem sentir sobre os escandinavos, como o Cristianismo e o desenvolvimento do alfabeto rúnico.
Os viquingues dinamarqueses e noruegueses voltaram-se para o Ocidente, Reino Unido, França e o Atlântico Norte. Os viquingues da Suécia ou varegues, contudo, dirigiram-se para o Oriente, conquistando a Finlândia e o norte da Rússia, além dos rios Dniepre e Volga estabelecendo relações comerciais com o Império Bizantino. Durante o século IX colônias escandinavas foram criadas na margem leste do Báltico. A fonte mais importante sobre os escandinavos no leste é a Crónica de Nestor do início do século XII. Ela fala do estabelecimento, expulsão e retorno dos viquingues suecos ao norte da Rússia. Através de outra fonte, os Annales Bertiniani sabe-se que em 839, Luís I, o Piedoso recebeu uma embaixada vinda de Constantinopla, enviada por Teófilo, e da qual faziam parte mercadores suecos que se denominavam a si mesmos Rus, palavra que deu origem ao nome Rússia, embora não se saiba se por essa altura já havia um Estado centralizado na região.

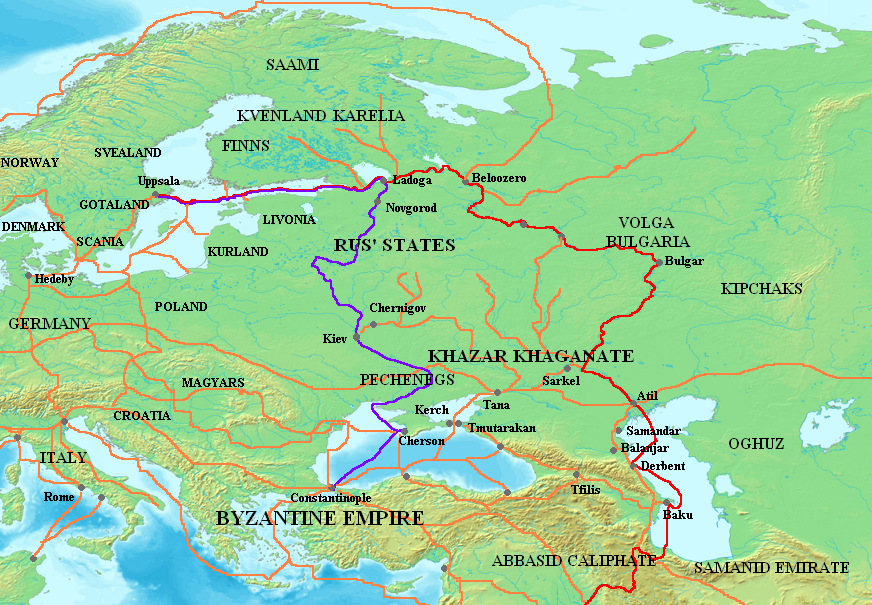
Mapa mostrando as principais rotas varegues: a Rota do Volga (em vermelho) e a Rota de Comércio entre os varegues e os gregos (em roxo). Outras rotas utilizadas entre o século VIII e o XI em laranja

Mercadores viquingues comerciavam mel, cera, armas, alcatrão, peles e escravos com os árabes através do Volga e do Cáspio. As notícias das primeiras expedições piratas vêm do século IX, entre 910 e 912, quando esquadras cruzaram o mar Cáspio, saquearam as cidades de Abaskun e Raku e foram derrotadas ao adentrarem o Azerbaijão. Havia também rotas que partindo de rios e lagos como o Ladoga e o Ílmen chegavam a Quieve e Novgorod.
Novgorod desenvolveu-se a partir de 862 quando Rurique e outros varegues chegaram à região e estabeleceu os fundamentos da Rússia de Quieve, um Estado predecessor da Bielorrússia e Rússia. O desenvolvimento da cidade possibilitou um ataque a Constantinopla em 941 liderado por Igor que foi repelido e outro em 944 que resultou no estabelecimento de trocas comerciais. Segundo a Crónica de Nestor, Quieve tornou-se capital dos varegues no lugar de Novgorod em 882 quando Olegue tornou-se rei após derrotar seus dois irmãos, Ascaldo e Dir. Olegue expandiu o poder de Quieve conquistando terras vizinhas e cobrando tributos dos povos conquistados. Após a morte de Igor, sua mulher Olga assumiu o trono e seu, Esviatoslau, governou ao seu lado entre 962 e 972 quando morreu. Os três filhos de Esviatoslau disputaram entre si o poder o qual coube a Vladimir. Este assumiu em 980 e transformou Quieve em uma cidade-Estado à moda de Constantinopla, e fundando igrejas após sua conversão ao Cristianismo em 988. Seu filho Jaroslau assumiu o trono em 1019 e governou até 1054, sendo grande sua influência jurídica, social e literária em Quieve.
Os varegues acumularam alguma riqueza com o comércio e a pirataria realizados. Um centro de trocas no norte da Europa estabeleceu-se na ilha de Birka, perto de onde Estocolmo seria construída posteriormente. Birka provavelmente foi destruída ainda no século XI, mas ainda demonstra a riqueza aí existente nos séculos IX e X. Milhares de túmulos, moedas, jóias e outros itens de luxo foram encontrados na ilha. Também existem outros lugares em que tesouros foram encontrados na Suécia, revelando um extenso comércio entre a Suécia e os povos a leste.
O cristianismo se introduziu no país quando o rei Olavo, o Tesoureiro converteu-se no século XI. Assim, em cerca de 1100 depois de Cristo o cristianismo torna-se a religião predominante na Suécia inteira, suplantando completamente o paganismo nórdico. A cristianização do país não significou que guerras ou conflitos internos deixaram de ocorrer. Dois séculos após a cristianização do país, duas dinastias disputavam o poder — a fundada pelo rei Suérquero e a outra pelo rei Érico, mais tarde santo padroeiro do país — e o país encontrava-se dividido em guerras entre a nobreza e os reis. Em meados do século XIII, a Suécia foi unificada e no reino de Birger Jarl e tornou-se mais próspera, sendo a capital transferida para Estocolmo.

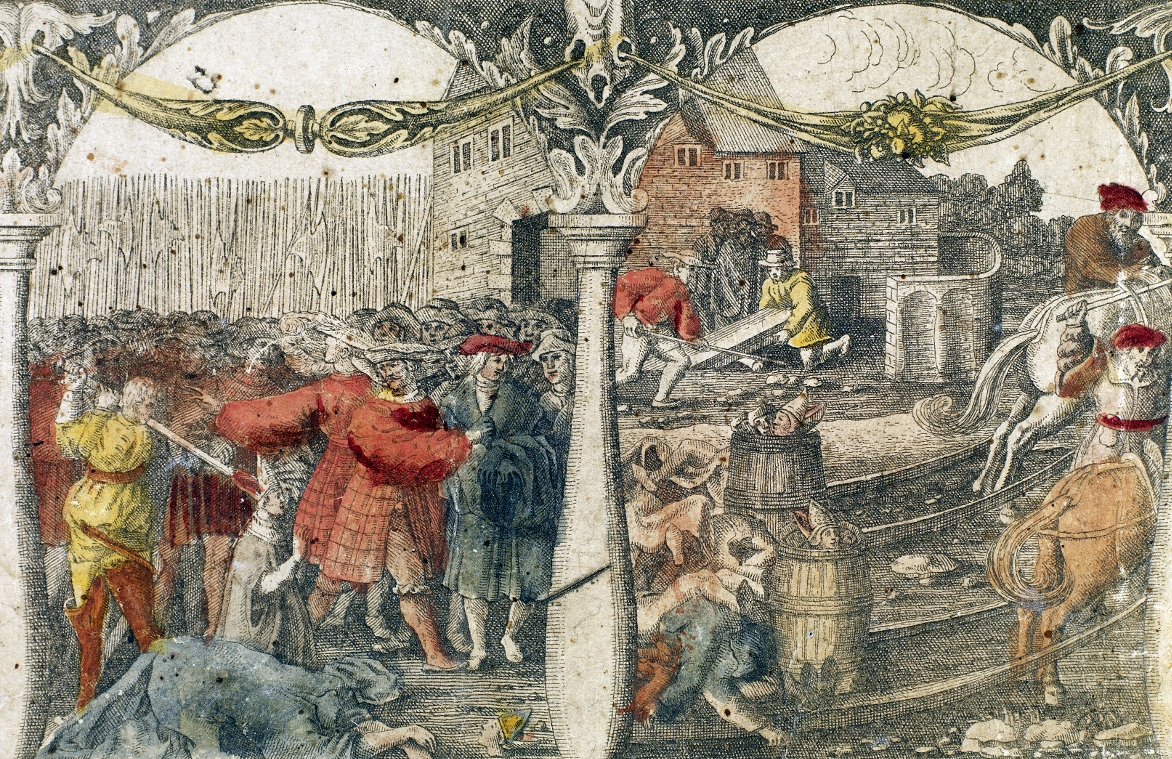
Banho de Sangue de Estocolmo

Os confrontos gerados pela nobreza, levaram à união entre a Suécia e a Noruega em 1319, no reinado de Magno II, o qual herdara as duas coroas e, apesar do período de prosperidade que se seguiu, uma série de medidas mal calculadas — aumento dos impostos e uma guerra — fizeram com que o rei da Dinamarca, Valdemar IV ocupasse a Gotalândia e retomasse territórios cedidos aos suecos. A paz só seria estabelecida com um casamento entre o filho de Magno II, Haquino e a filha de Valdemar IV, Margarida. Posteriormente, a nobreza sueca proclama rei Alberto de Mecklemburgo para combater o crescente poder das cidades comerciais do Báltico e este convoca o primeiro Riksdag, o parlamento, mas com a morte de Haquino e de Magno e depois de Alberto, a filha de Valdemar torna-se Margarida I em 1397 na União de Calmar. Ela começou como uma união pessoal, não política e quando, no século XV, se tentou centralizar o poder no rei dinamarquês, a Suécia resistiu chegando mesmo a uma rebelião armada. O sucessor de Margarida foi Érico da Pomerânia dinamarquês que tentou transformar seus domínios em uma monarquia absolutista, mas encontrou resistência popular, pois historicamente os suecos desde a Era Viquingue sempre foram avessos a ideia deste tipo de governo em seu país, esta resistência pôs fim ao seu reinado em 1439. O parlamento assumiu o poder e continuou governando mesmo após a subida de Cristóvão da Baviera ao trono. Devido à pressão popular demonstrada anteriormente, o povo pôde ser admitido no parlamento.
Entre o final do século XV e o início do XVI, os nobres suecos e dinamarqueses disputavam o poder na União até que Gustavo Vasa assumiu o poder em 1523. Ele era filho de uma das vítimas do "Banho de Sangue de Estocolmo" ordenado em 1520 por Cristiano II da Dinamarca contra seus opositores, liderados por Sten Sture.

## Fundação da Suécia moderna: 1523
No século XVI, Gustavo Vasa lutou por uma Suécia independente, impedindo uma tentativa de restabelecer a União de Calmar e estabelecendo a base da Suécia moderna. Ao mesmo tempo, rompeu os laços com a Igreja Católica Apostólica Romana, tornando o luteranismo evangélico a religião oficial em 1527. tornando a Suécia o primeiro país a fazê-lo em 1529 no Concílio de Örebro, apropriou-se dos bens dela e iniciou uma Reforma Protestante de tendência Luterana. Fomentou a economia através do fortalecimento do comércio no Báltico e de uma indústria manufatureira e instituiu um Exército permanente, além de melhorar a organização da Marinha e do Estado. A partir de Gustavo, a monarquia torna-se hereditária na Suécia.
Por isso seu filho mais velho, Érico XIV, sucedeu-lhe, acabando assassinado por seus irmãos, João III e Carlos em 1568. Os dois reis seguintes estavam ligados ao catolicismo, tanto que em 1599 uma revolta contra outra imposição do catolicismo depôs Sigismundo e colocou em seu lugar Carlos IX. Sigismundo havia subido ao poder em uma tentativa de enfraquecer o poder da Dinamarca continentalmente, pois esta dominava o Estreito de Öresund. Com esse mesmo intento a Suécia havia se aliado com a França na Guerra dos Trinta Anos e conquistado territórios da Prússia.
No período de 1560-95 a Suécia fica com a Lapónia e o norte da Finlândia. Em 1561 obtém também a Estónia, a Íngria e a Carélia.

## Evolução para potência: 1600

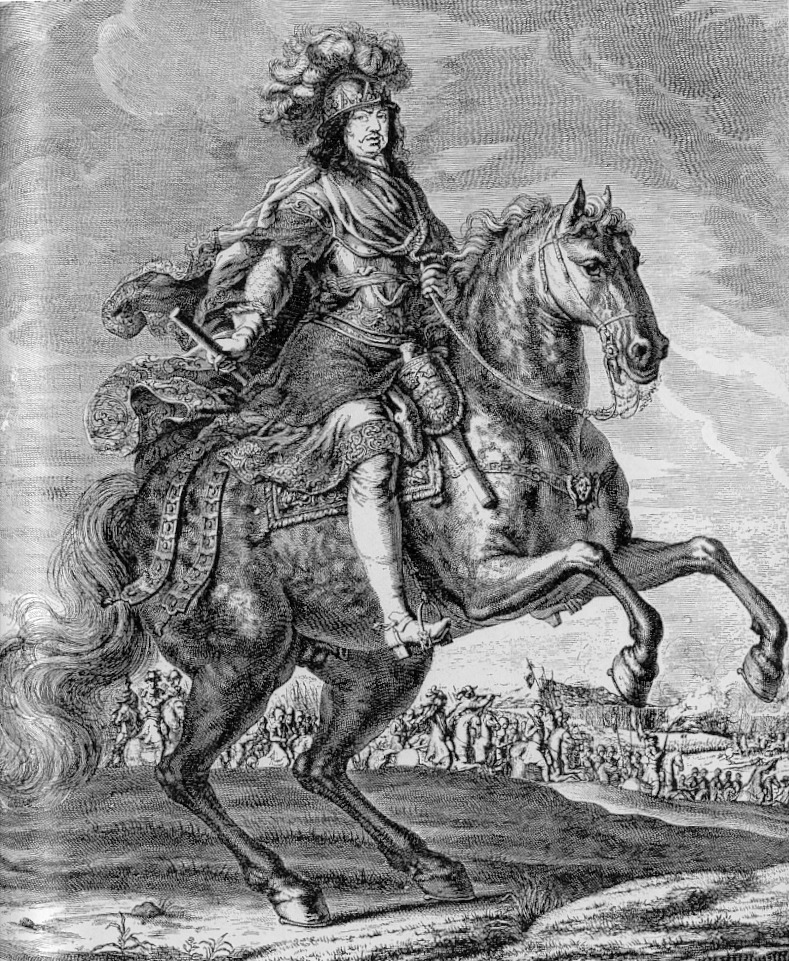
Carlos X

O filho de Carlos IX, Gustavo II Adolfo pôs fim a guerras contra a Dinamarca (Guerra de Calmar) em 1613 e a Rússia em 1617 e estendeu o domínio da Suécia a grande parte da costa do Mar Báltico até 1632. Esse domínio foi assegurado em 1648 após a Paz de Vestfália que deu fim à Guerra dos Trinta Anos. Ele desenvolveu a indústria armamentista, a produção de madeira e ferro, reorganizou o exército e a marinha e aumentou a participação dos nobres, das cidades e do parlamento na política. Carlos X e Carlos XI levaram a Suécia a suas fronteiras atuais através de novas guerras contra dinamarqueses e noruegueses. Durante o período regencial — que durou a infância de Carlos XI — foram fundados o Banco da Suécia e a Universidade de Lund. Também se desenvolveram as outras artes e a cidade de Estocolmo. Depois de ter saído vencedora de confrontos com a Rússia, a Polónia e a união Dinamarca-Noruega, a Suécia emergiu como uma potência, apesar de a sua população não ultrapassar o milhão de pessoas. A participação da Suécia na Guerra dos Trinta Anos, quando governava Gustavo II Adolfo, ajudou a determinar as relações políticas e religiosas na Europa.

## Império sueco: 1648

Formação do Império Sueco, 1560-1660

Com a assinatura dos tratados de Brömsebro, em 1645, e Roskilde, em 1658, a Suécia passou a deter províncias anteriormente na posse da Dinamarca e da Noruega. Após a Paz de Vestfália, em 1648, passaram também para o governo sueco a Íngria, onde depois seria fundada a cidade de São Petersburgo, a Estónia, a Livónia e uma parte do norte da Alemanha, incluindo algumas cidades costeiras.

## Grande Guerra: 1700
Carlos XII por sua vez colocou a Suécia contra a Polónia, a Dinamarca e a Rússia na Grande Guerra do Norte que durou de 1700 a 1721 e na qual a Suécia foi derrotada após a Batalha de Poltava em 1709, cedendo à Rússia os antigos territórios dinamarqueses e noruegueses e também parte da Finlândia. O rei fugiu para a Turquia e voltou anos depois, mas morreu em uma tentativa de invadir a Noruega.
Ulrica Leonor da Suécia, sua irmã, assumiu o trono, mas foi obrigada pelo exército a assinar uma Constituição à qual não se adaptou, renunciando em 1720. Nesse período formaram-se dois partidos: o dos favoráveis a uma guerra contra a Rússia pela devolução dos territórios, chamados dos "chapéus" e os contrários à guerra, os "gorros". Os "gorros" comandaram o país de 1735 a 1765 e sua política pacifista levou a perda completa da Finlândia para a Rússia em 1742. A política económica do primeiro-ministro Arvid Horn trouxe dinamismo a economia sueca no comércio agrícola e de ferro ao mesmo tempo que ingressa na Companhia das Índias Ocidentais em 1731. Tal dinamismo enfraqueceu a aristocracia e permitiu as reformas de Gustavo III da Suécia.

## Monarquia absoluta: 1772

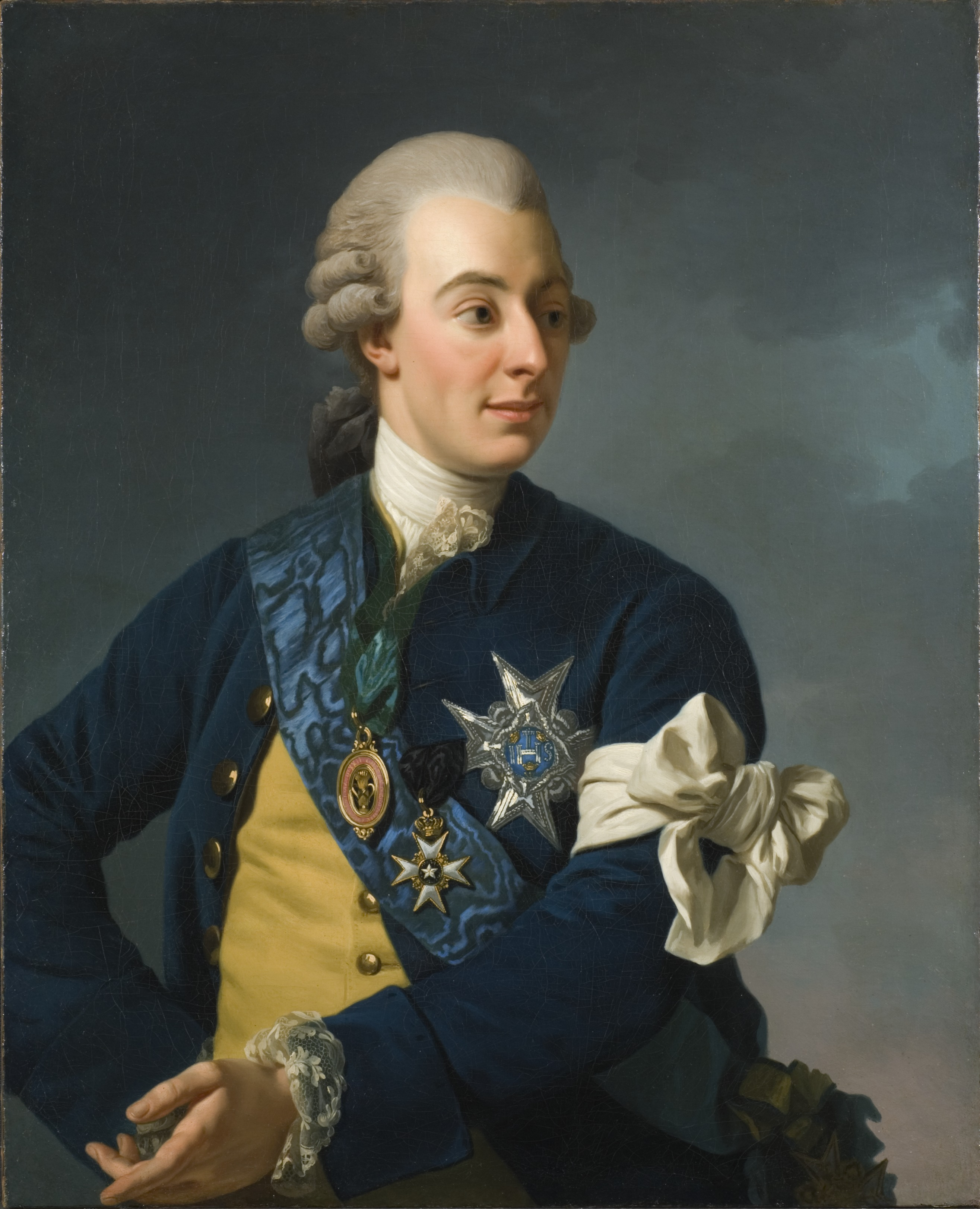
Gustavo III

Sem herdeiros, a Suécia negociou com a Rússia a troca da Finlândia pela escolha do favorito da Rússia, Adolfo Frederico de Holstein-Gottorp para o trono. Este, contudo, não deteve o poder durante muito tempo; após meio século de regime parlamentar, um golpe de estado, perpetrado pelo rei Gustavo III, trouxe de volta a monarquia absoluta, um regime que permaneceu até ao envolvimento do país nas guerras napoleónicas, quando a Suécia foi forçada a ceder a Finlândia à Rússia, em 1809. Gustavo III desejava ser visto como déspota esclarecido e por isso procurou atrair cientistas e literatos para Estocolmo e para a corte como Carlos Lineu, Anders Celsius, Carl Michael Bellman e Johan Henric Kellgren, entre outros. Contudo, as sucessivas guerras desestabilizaram o país internamente e levaram ao assassinato do rei em 1792.

## União com a Noruega: 1814

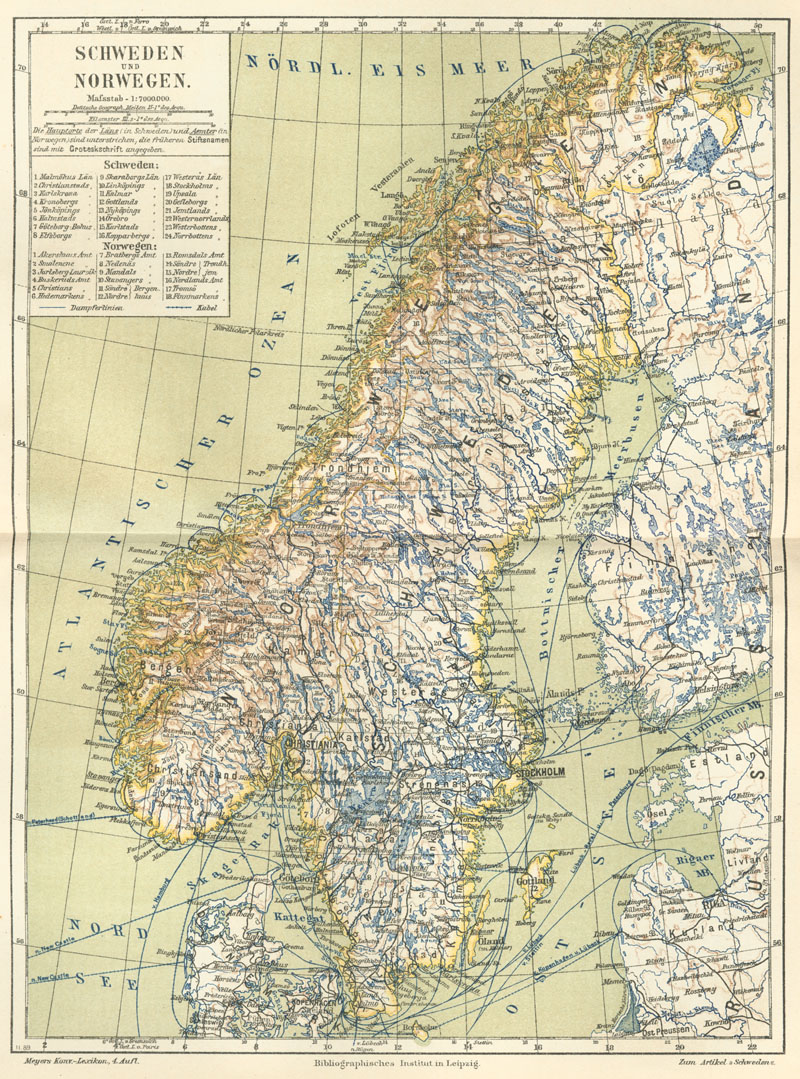
Mapa mostrando a Suécia e a Noruega unidas em 1888

O Reino da Suécia e Noruega, ou Suécia-Noruega, é um termo utilizado por vezes, ainda que de forma imprópria, para se referir aos Reinos (separados) da Suécia e da Noruega entre 1814 e 1905 quando estiveram unidos sob o reinado do mesmo monarca, numa união pessoal. A Suécia e a Noruega já antes tinham compartilhado o mesmo rei, de 1319 a 1343 e, por pouco tempo, de 1449 a 1450, em reacção à eleição, pelos dinamarqueses, de Cristiano I da Dinamarca, da Casa de Oldemburgo para assumir o reinado da União de Calmar.
Gustavo IV Adolfo foi deposto em 1809 após sua recusa em se aliar a Napoleão Bonaparte e Alexandre I contra o Reino Unido e por ter antes lutado contra a França ao lado da Áustria e Rússia. Seu tio foi eleito para o trono como Carlos XIII. Como não tinha filhos, o marechal francês João Batista Bernadotte foi eleito o novo Príncipe Herdeiro, assumindo o nome de Carlos João. Ele entrou em guerra com a Dinamarca e após vencê-la, solicitou a Noruega em troca da Finlândia. Os noruegueses se opuseram e elegeram como rei, Cristiano Frederico o qual renunciou afirmando a posse da Suécia sobre a Noruega. Carlos João uniu a Noruega à Suécia com o Tratado de Kiel em 1814. Somente no reinado de Óscar II em 1905 se daria a separação pacífica dos dois países.

## Modernização: 1866
A economia predominantemente agrícola da Suécia mudou rapidamente de vilas para fazendas privadas durante a Revolução Industrial. A industrialização ganhou novo incentivo com a produção de energia hidrelétrica. Aumentou a produção de ferro, aço, papel, têxteis e produtos químicos ao mesmo tempo em que o número de trabalhadores triplica. A participação do setor industrial no produto interno bruto da Suécia foi de 13% em 1861-1865 a 28% em 1911-1915. Contudo essas mudanças não conseguiram trazer melhorias económicas e sociais proporcionais ao crescimento da população. Cerca de um milhão de suecos migrou entre 1850 e 1890, principalmente para os Estados Unidos.
O século XIX foi marcado pelo surgimento da imprensa liberal de oposição, pelo fim dos monopólios comerciais da guildas em trocas e manufaturas em favor da livre empresa, a introdução de reformas fiscais e eleitorais, a instalação do serviço militar nacional e pelo surgimento dos três partidos que dominariam a vida política sueca na primeira metade do século XX: o Social Democrata, o Liberal e o Conservador.

## Industrialização: 1914
Durante e após a Primeira Guerra Mundial, onde a Suécia conservou uma posição de neutralidade, o país beneficiou com a procura de aço, rolamentos, pasta de papel e fósforos. A prosperidade pós-guerra possibilitou a implementação de políticas de protecção social da Suécia moderna. A política externa na década de 1930 teve como principais preocupações o expansionismo soviético e alemão, que tentaram impedir a cooperação nórdica na área da defesa. Durante a Segunda Guerra Mundial a Suécia manteve-se num estado de neutralidade armada, mesmo com a invasão da Finlândia pela União Soviética e da Noruega pela Alemanha nazista.

## Pós-guerra
Nos 24 anos que se seguiram ao fim da segunda guerra mundial (1945-1969), um governo social-democrata (SSA) estável cria o estado-providência mais avançado internacionalmente. Em 1950 Gustavo VI torna-se rei, em 1953 a Suécia torna-se membra do Conselho Nórdico. Sete anos depois entra para a EFTA. Em 1969 Olof Palme forma governo até 1974, voltando a te-lo em 1982. Em 1973 Carlos XVI sobe ao trono. Em 1975 há uma reforma constitucional, o Riksdag passa a possuir apenas uma câmara com mandato de três anos. A monarquia passa a ter apenas um papel cerimonial. Em 1986 Palme é assassinado e o seu adjunto Ingvar Carlsson sucede-lhe. Nunca foi encontrado o assassino. Em 1991 o SSA continua a ser o maior partido durante as eleições gerais, mas não consegue formar governo. Carlsson demite-se e Carl Bildt (líder do partido moderado MS forma de coligação de partidos não-socialistas em tempos de recessão. No ano seguinte medidas de austeridade conseguem acabar com a inflação, mas o SSA recusa-se a suportar mais custos. Em 1994 novas eleições trazem o poder completo ao SSA. Em 1995 juntam a UE. No ano seguinte Carlsson volta-se a demitir e é substítuido por Göran Persson (até 2006). Em 1999 o Governo sueco torna-se o primeiro do mundo com mulheres em maioria e nesse mesmo ano a ministra dos negócios estrangeiros, Anna Lindh morre apunhalada. Em referendo realizado em 2003, a maioria da população votou "Não" quanto à adopção do euro como moeda oficial do país. O partido moderado com dirigido por Fredrik Reinfeldt volta ao poder em 2006.
A Suécia sofreu particularmente os efeitos da crise económica internacional na sua fase inicial, tendo em 2008 decrescido 0,61% e em 2009, uns preocupantíssimos 5,03%. Em 2010 fez uma enorme recuperação até crescer 6,15%, o máximo crescimento económico desde 1964, em cresceu 6,82%. Em 2011 continuou a sua recuperação económica com 3,92% de crescimento.